# Garfield Gets Real
Garfield Gets Real is een met de computer getekende animatiefilm gebaseerd op de stripreeks Garfield. De film is geproduceerd door Paws, Inc. in samenwerking met Wonderworld Studios, en werd op 20 november 2007 uitgebracht door 20th Century Fox als een direct-naar-dvd-film. Daarvoor, op 1 oktober 2007, werd de film al in een paar bioscopen getoond.

## Verhaal
Garfield raakt verveeld met zijn routinematige leven als stripheld. Hij ontsnapt van de pagina’s naar de “echte wereld”. Terwijl hij het leven van een gewone huiskat leidt, ontdekt Garfield dat zijn stripserie zal worden stopgezet als hij niet snel terugkeert. Maar nog nooit is een personage dat naar de echte wereld ontsnapte teruggekeerd, en een paar duistere figuren proberen Garfields terugkeer dan ook te verhinderen.

## Rolverdeling

### Engelse versie
| Acteur           | Personage                                                  |
| ---------------- | ---------------------------------------------------------- |
| Jennifer Darling | Bonita, Bobby, Rusty, Mother                               |
| Pat Fraley       | Sid, Deliverly Gnome                                       |
| Jason Marsden    | Nermal                                                     |
| Neil Ross        | Wally, Charles                                             |
| Frank Welker     | Garfield, Hardy, Keith, Prop Boy, Two Headed Guy, Goth Boy |
| Wally Wingert    | Jon Arbuckle, Mike                                         |

### Nederlandse versie
| Acteur            | Personage |
| ----------------- | --------- |
| Han Oldigs        | Garfield  |
| Jon Karthaus      | Jon       |
| Lottie Hellingman | Arlene    |
| Mike Ho-Sam-Sooi  | Eli       |
| Louis van Beek    | Shecky    |
| Hein van Beem     | Wally     |
| Leo Richardson    | Billy     |
| Sander de Heer    | Charles   |

### Vlaamse versie
| Acteur           | Personage |
| ---------------- | --------- |
| Stany Crets      | Garfield  |
| Werner Desmet    | Jon       |
| Hilde Heijnen    | Arlene    |
| George Arrendell | Eli       |
| Peter Van Gucht  | Shecky    |
| Jackie Dewaele   | Wally     |
| Vic De Wachter   | Billy     |
| Erik Burke       | Charles   |

## Achtergrond

### Productie
Het scenario van de film is geschreven door Garfields bedenker Jim Davis, die al in 2005 aan het scenario begon te werken. Het zal de eerste animatiefilm over Garfield zijn sinds de laatste aflevering van Garfield and Friends, en de eerste Garfield special die geheel door Jim Davis is geschreven sinds Garfield Gets a Life.
De website Garfield.com lanceerde op 18 juli 2007 een officiële website voor de film. Hierop werd vermeld dat Davis’ scenario de wereld van stripproducties laat zien door de ogen van een intern persoon. De filmwebsite wordt wekelijks geüpdatet met nieuwe informatie en spelletjes.
Veel bekende personages uit de Garfield-strips doen mee in de film, waaronder ook Jon, Odie, Arlene en Nermal.

### Connecties
- Flushed Away – de manier waarop Garfield van het scherm de echte wereld inspringt is gelijk aan hoe in de film Flushed Away het personage Roddy in de riolen van Londen beland.
- Indiana Jones Adventure – de scène waarin Jon Arbuckle, Billy bear, Wally, Shecky, Odie en Garfield in een karretje de trap van een brandend hotel afrijden is gebaseerd op de Disneylandattractie Indiana Jones Adventure.

## Trivia
- Deze film is een van de weinige Garfield-incarnaties waarin de lippen van de dieren bewegen wanneer ze “praten”. In de strips en de serie Garfield and Friends kunnen de dieren alleen dingen denken.